# Красный Чонгарец
Кра́сный Чонга́рец — хутор в составе Александровского района (муниципального округа) Ставропольского края России.

## Варианты названия
- Красный Чангарец,
- Чонгарец[3]

## География
Расстояние до краевого центра: 109 км.
Расстояние до районного центра: 25 км.

## История
Хутор Красный Чонгарец назван в честь Чонгарской кавалерийской дивизии Первой Конной Армии.
На 1 марта 1966 года хутор значился в составе территории Саблинского сельсовета с центром в селе Саблинское:7, на 1 января 1983 года — в составе Новокавказского сельсовета с центром в хуторе Новокавказский:9.
18 февраля 1992 года Малый Совет Ставропольского краевого Совета народных депутатов решил «Образовать в Александровском районе Средненский сельсовет с центром в хуторе Средний. Включить в состав Средненского сельсовета хутора Средний, Конный, Красный Чонгарец, Ледохович, выделенные из состава Новокавказского сельсовета Александровского района».
До 16 марта 2020 года хутор входил в состав муниципального образования сельское поселение Средненский сельсовет.

## Население
| 1989 | 2002 | 2010 | 2014 | 2021 | 2023 |
| ---- | ---- | ---- | ---- | ---- | ---- |
| 20   | ↗31  | ↘30  | →30  | ↘21  | ↗27  |

По данным переписи 2002 года в национальной структуре населения даргинцы составляли 39 %, карачаевцы — 48 %.